# Emmanuel Quarshie
Emmanuel Quarshie (en árabe: ايمانويل كوارشى‎) (Sekondi-Takoradi, 6 de mayo de 1953 - Sekondi-Takoradi, 16 de septiembre de 2013) fue un entrenador y jugador de fútbol profesional ghanés que jugaba en la demarcación de centrocampista.

## Biografía
Emmanuel Quarshie debutó como futbolista profesional en 1977 con el Sekondi Hasaacas FC ghanés con el que ganó la Liga de fútbol de Ghana y dos Supercopa de Ghana. Tras jugar seis temporadas en el club, Emmanuel se trasladó a Egipto para jugar con el Zamalek SC, con el que quedó primero en la Primera División de Egipto en 1984 y la Liga de Campeones de la CAF en 1984 y 1986. Ya en 1986 fue traspasado al Muharraq Club, equipo de la Liga Premier de Baréin con el que logró ganar dos Copa del Rey de Baréin y una Liga Premier de Baréin. Finalmente en 1990 se retiró como futbolista.
Once años más tarde el Sekondi Hasaacas FC, equipo en el que debutó como futbolista, se hizo con los servicios de Emmanuel como nuevo entrenador del club durante una temporada. Al finalizar su año de contrato fichó como segundo entrenador del Asante Kotoko FC, después como entrenador de jóvenes de la selección de fútbol de Ghana y finalmente del Wa All Stars FC. Equipo del que era entrenador hasta la fecha de su muerte.
Emmanuel Quarshie falleció el 16 de septiembre de 2013 a los 60 años de edad en su residencia de Sekondi-Takoradi tras padecer un cáncer de garganta.

## Selección nacional
Emmanuel Quarshie fue convocado un total de 16 veces por la selección de fútbol de Ghana, llegando a ganar la Copa Africana de Naciones de 1982, formando además parte del equipo ideal de dicha copa.

## Clubes

### Como futbolista
| Club                | País   | Año         |
| ------------------- | ------ | ----------- |
| Sekondi Hasaacas FC | Ghana  | 1977 - 1983 |
| Zamalek SC          | Egipto | 1983 - 1986 |
| Muharraq Club       | Baréin | 1986 - 1990 |

### Como entrenador
| Club                                                 | País  | Año         |
| ---------------------------------------------------- | ----- | ----------- |
| Sekondi Hasaacas FC                                  | Ghana | 2001 - 2002 |
| Asante Kotoko FC (segundo entrenador)                | Ghana | 2002 - 2007 |
| Selección de fútbol de Ghana (entrenador de jóvenes) | Ghana | 2007 - 2008 |
| Wa All Stars FC                                      | Ghana | 2008 - 2013 |

## Palmarés
Sekondi Hasaacas FC
- Liga de fútbol de Ghana: 1977
- Supercopa de Ghana (2): 1982 y 1983

Zamalek SC
- Primera División de Egipto: 1984
- Liga de Campeones de la CAF: 1984 y 1986

Muharraq Club
- Liga Premier de Baréin: 1988
- Copa del Rey de Baréin: 1989 y 1990